# Генерал-полковник милиции (Россия)
Генерал-полковник милиции — высшее специальное звание в органах внутренних дел Российской Федерации в 1992—2011 гг. (наряду со званиями генерал-полковника внутренней службы и генерал-полковника юстиции).
Установлено постановлением Верховного Совета Российской Федерации от 23 декабря 1992 г. № 4202-I «Об утверждении Положения о службе в органах внутренних дел Российской Федерации и текста Присяги сотрудника органов внутренних дел Российской Федерации».
Отменено Федеральным законом от 7 февраля 2011 г. № 4-ФЗ «О внесении изменений в отдельные законодательные акты Российской Федерации в связи с принятием Федерального закона „О полиции“» (вступил в силу с 1 марта 2011 г.). Вместо него введено специальное звание генерал-полковника полиции.
В соответствии с перечнем должностей высшего начальствующего состава в органах внутренних дел Российской Федерации, в Федеральной миграционной службе, в Бюро по координации борьбы с организованной преступностью и иными опасными видами преступлений на территории Содружества Независимых Государств и соответствующих этим должностям специальных званий, утверждённым Указом Президента Российской Федерации от 5 ноября 2004 г. № 1407 (в последней редакции перед изменением системы специальных званий), специальное звание генерал-полковника милиции могло быть присвоено:
- первому заместителю, статс-секретарю — заместителю и заместителям Министра внутренних дел Российской Федерации
- начальнику Департамента обеспечения безопасности дорожного движения МВД России — главному государственному инспектору безопасности дорожного движения Российской Федерации
- начальникам департаментов МВД России: охраны общественного порядка, по противодействию экстремизму, уголовного розыска, экономической безопасности
- начальнику Главного управления МВД России по Северо-Кавказскому федеральному округу
- начальнику Академии управления МВД России
- начальнику Оперативно-поискового бюро МВД России
- директору Федеральной миграционной службы

На практике присваивалось и другим должностным лицам МВД России.

## Список генерал-полковников милиции
После имени стоит год присвоения звания, если известен из открытых источников (ни один Указ Президента Российской Федерации о присвоении звания не был опубликован в «Собрании законодательства Российской Федерации»).
1. Балбашов, Иван Васильевич (между 2005 и 2010 г.)
2. Белоконь, Николай Васильевич[источник не указан 1774 дня][2] (2009 г.)
3. Васильев, Владимир Абдуалиевич (1998 г.)
4. Галимов, Искандер Галимзянович (2009 г.)
5. Головкин, Николай Владимирович (2007 г.)[3]
6. Голубев, Иван Иванович (1999 г.)
7. Гордиенко, Владимир Васильевич (2008 г.)[3]
8. Егоров, Михаил Константинович (1993 г.)[4]
9. Еделев, Аркадий Леонидович (2005 г.)
10. Золотарёв, Анатолий Павлович (2004 г.)
11. Зубов, Игорь Николаевич (1999 г.)
12. Кирьянов, Виктор Николаевич (2009 г.)[3]
13. Коваленко, Александр Семёнович (1999 г.)
14. Коков, Юрий Александрович (2009 г.)[3]
15. Колесников, Владимир Ильич (1996 г.)
16. Куликов, Александр Николаевич (1993 г.)
17. Куликов, Николай Васильевич (1999 г.)
18. Латышев, Пётр Михайлович (1997 г.)
19. Мещеряков, Сергей Григорьевич (2007 г.)
20. Мирошников, Борис Николаевич (2009 г.)
21. Новиков, Андрей Петрович (2006 г.)[3]
22. Нургалиев, Рашид Гумарович[5] (2003 г.)
23. Овчинников, Николай Александрович (2008 г.)[3]
24. Першуткин, Николай Иванович (2006 г.)
25. Пронин, Владимир Васильевич (2005 г.)
26. Ромодановский, Константин Олегович (2007 г.)
27. Сафонов, Олег Александрович (между 2006 и 2007 г.)
28. Сковордин, Юрий Петрович (2004 г.)
29. Смирный, Александр Михайлович (2010 г.)[3]
30. Соловьёв, Евгений Борисович (2004 г.)[6]
31. Суходольский, Михаил Игоревич (2008 г.)[3]
32. Фёдоров, Валерий Иванович (1997 г.)
33. Чекалин, Александр Алексеевич (2001 г.)
34. Шумов, Владимир Георгиевич (не позднее 2003 г.)
35. Щадрин, Сергей Фёдорович (2003 г.)
36. Щербаков, Владимир Филиппович (2003 г.)